# Opîtne, Bilohirsk
Opîtne (în ucraineană Опитне) este un sat în comuna Zemleanîcine din raionul Bilohirsk, Republica Autonomă Crimeea, Ucraina.

## Demografie
Componența lingvistică a localității Opîtne
     Tătară crimeeană (58,62%)
     Rusă (39,08%)
     Ucraineană (2,3%)
Conform recensământului din 2001, majoritatea populației localității Opîtne era vorbitoare de tătară crimeeană (58,62%), existând în minoritate și vorbitori de rusă (39,08%) și ucraineană (2,3%).